# La Bonne Fortune
Pour plus de détails, voir Fiche technique et Distribution.
La Bonne Fortune (The Fortune) est un film américain réalisé par Mike Nichols et sorti en 1975.

## Synopsis
En 1910 est promulgué une loi fédérale américaine, Mann Act, interdisant de faire franchir les limites d'un état à une femme dans un but "immoral". Oscar est un escroc en instance de divorce, il convoite la fortune de Fredericka Quintessa Bigard héritière d'une importante fabrique de serviettes hygiéniques. Afin de lui faire franchir les frontières de l'état sans encombre, il propose à son ami Nicky de contracter un mariage blanc avec l'héritière. Le trio s'installa dans un hôtel de Californie et les dissensions commencent. Nicky se dit que puisqu'il est légalement marié, aucune raison ne peut lui interdire de se conduire comme tel avec Frederika. Cette dernière finit par céder aux avances de Nicky, mais Oscar s'en aperçoit, à cause d'une boite de préservatif oubliée sur la table de chevet. Les deux hommes se disputent et Fredericka déclare alors qu'elle va faire don de sa fortune aux organisations caritatives. Nicky et Oscar décident alors d'éliminer la jeune femme. Après une tentative ratée avec un serpent venimeux ils décident de l'enivrer puis de la noyer mais les choses ne se passent pas comme prévu.

## Fiche technique
- Titre français : La Bonne Fortune
- Titre original : The Fortune
- Réalisation : Mike Nichols
- Scénario : Carole Eastman
- Musique : José Padilla Sánchez et David Shire
- Photographie : John A. Alonzo
- Costumes : Anthea Sylbert
- Montage : Stu Linder
- Production : Don Devlin, Hank Moonjean, Mike Nichols et Robert E. Schultz
- Pays de production :  États-Unis
- Format : Couleurs - 2,35:1 - Mono
- Genre : comédie noire
- Date de sortie : 1975

## Distribution
- Stockard Channing : Freddie
- Jack Nicholson (VF : Michel Roux) : Oscar
- Warren Beatty : Nicky
- Ian Wolfe : Justice of the Peace
- Dub Taylor : Rattlesnake Tom
- Catlin Adams : jeune fille amoureuse
- Christopher Guest : jeune homme amoureux
- Scatman Crothers : le pêcheur
- John Fiedler : le photographe
- Florence Stanley : Mme Gould
- Richard B. Shull : le sergent détective en chef Jack Power